# 蒂里湖
蒂里湖，挪威第五大湖，面积约137平方千米，储水13立方千米，最深处295米，位于海平面以上63米。该湖的主要水源是（贝格纳河），流入赫讷福斯（Hønefoss）的蒂里峡湾（Tyrifjorden），形成赫讷福森瀑布。它的主要出口位于湖西南角附近的维克松（Vikersund），蒂里湖在那里排入德拉姆河（Drammenselva）。2011年在此湖中的于特岛发生了枪击事件造成69人死亡及十多人受伤。
蒂里湖位于布斯克吕郡，与霍勒、利耶尔、莫迪姆和灵厄里克市接壤。蒂里湖是一个内陆峡湾。它由主体 Storfjorden 以及 Holsfjorden、Nordfjorden 和 Steinsfjorden分支组成。